# 亨利·惠尔
亨利·惠尔（英語：Henry Wheare，1952年—），英国男子赛艇运动员。他曾代表英国参加奥地利菲拉赫举行的1976年世界赛艇锦标赛，获得男子轻量级八人单桨有舵手银牌。